# Вівсянчик чорноголовий
Вівся́нчик чорноголовий (Phrygilus atriceps) — вид горобцеподібних птахів родини саякових (Thraupidae). Мешкає в Андах.

## Опис

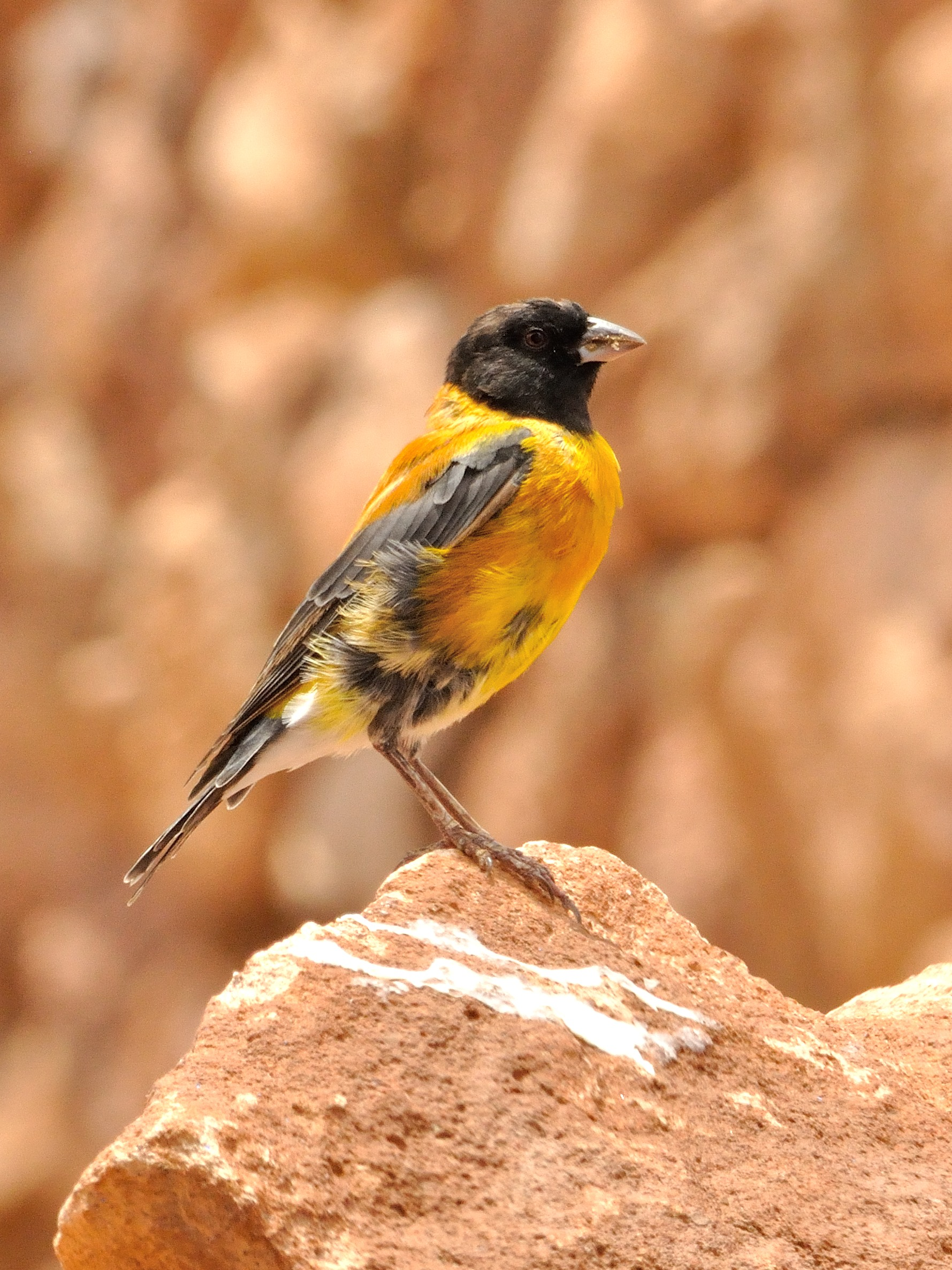
Самець чорноголового вівсянчика

Довжина птаха становить 16,5 см. виду притаманний статевий диморфізм. У самців голова чорна, верхня частина тіла оранжева з коричнюватим відтінком, нижня частина тіла жовта, нижні покривні пера хвоста білі. У самиць голова  і шия попелясто-сірі, поцятковані чорними смужками. Щоки і горло чорнуваті. Верхня частина тіла оливково-коричнева, на спині з зеленуватим відтінком. Груди жовті з охристим відтінком, живіт і гузка білуваті.

## Поширення і екологія
Чорноголові вісянчики мешкають на півдні Перу (Арекіпа, Мокеґуа і Такна), на південному заході Болівії, на півночі Чилі (від східної Аріки-і-Парінакоти до північного Кокімбо) та на північному заході Аргентини (на південь до Катамарки). Вони живуть у високогірних чагарникових і кактусових заростях. Зустрічаються парами або невеликими зграйками, на висоті від 3000 до 4500 м над рівнем моря. Іноді приєднуються до змішаних зграй птахів. Живляться насінням і дрібними безхребетними. Гніздо робиться з сухої трави, розміщується в траві або серед скель. В кладці 3-4 світло-блакитнувато-зелених яйця, поцяткованих коричневими або пурпуровими плямками, розміром 23×16 мм.